# غزو ستوكهولم
غزو ستوكهولم (بالسويدية: Erövringen av Stockholm)‏، كانت معركة في حرب التحرير السويدية وقعت في ستوكهولم في السويد في 17 يونيو 1523. فرضت القوات السويدية حصارًا على ستوكهولم لفترة طويلة والتي كانت آخر معقل دنماركي في السويد. انتظرت المدينة التعزيزات من الدنمارك لكن لم يصل أي منها.
بدأت المحاولة الأولى للتفاوض على أساس أن القوات العسكرية في ستوكهولم ستستسلم للوبيك، وأن لوبيك وغدانسك سيعوضانهم عن رواتبهم المتبقية. لكن غوستاف فاسا رفض هذا الاقتراح فاستمر الحصار.
في يونيو 1523 استؤنفت المفاوضات. سئم المدافعون عن ستوكهولم من القتال، وكان مطلبهم الوحيد هو المرور الآمن والسماح لهم بالاحتفاظ بأسلحتهم. وافق غوستاف فاسا على ذلك، وفي 17 يونيو تم التوقيع على الاستسلام الرسمي للمدينة والقلعة. أصبح بإمكان جوستاف فاسا الذي توج ملكًا على السويد في 6 يونيو أن يدخل إلى المدينة بسلام عشية عيد منتصف الصيف.

## في السينما
صور غزو ستوكهولم 1523 في الأوبرا السويدية غوستاف واسا عام 1786 بواسطة يوهان جوتليب نومان [الإنجليزية]، كتب نص الأوبرا كل من يوهان هنريك كيلغرين [الإنجليزية] وغوستاف الثالث من السويد.